# Sighetu Marmației
Sighetu Marmației ou Sighetul Marmației (au Moyen Âge Ostrovu Marmației, à l'époque communiste seulement Sighet) est une ville (municipalité) du nord-ouest de la Roumanie, au confluent de l'Iza et de la Theisse, à la frontière ukrainienne.

## Étymologie
Sziget, à prononcer pour des francophones "siguette", en alphabet phonétique international [sigɛːt], signifie « île » en hongrois, et ce mot Sziget est la traduction du mot Ostrov de même signification en roumain médiéval (au Moyen Âge la ville s'appelle Ostrovu Marmației) et en rusyn. En allemand, son nom de l'époque austro-hongroise avant 1918 est en allemand : Marmaroschinsel où l'on retrouve le mot « Insel » , c'est-à-dire « île » en français. En effet la ville est située en réalité sur une presqu'île formée par le confluent de la Theisse dans laquelle se jette sur sa rive gauche l'Iza et dans laquelle se jette 500 m au sud du territoire de la ville une plus petite rivière sur sa rive droite, la Rona, qui ferme presque le troisième côté d'un triangle occupé par la ville de Sziget.

## Géographie
Jusqu'en 1918, la ville austro-hongroise appelée en allemand : Marmaroschinsel, et en hongrois : Máramarossziget, s'étendait sur les deux rives de la rivière Theisse et était le chef-lieu du comitat hongrois du Maramureș. Depuis 1918, la ville roumaine de Sighetu Marmaţiei (en ukrainien Sihota) est située uniquement sur la rive gauche de la Theisse, tandis que les quartiers d'Ocna Slatinei et de Biserica Albă, sur la rive droite, sont devenus les bourgades de Solotvyno et de Bila Tserkva en Ruthénie subcarpathique (tchécoslovaque jusqu'en 1939, hongroise jusqu'en 1945, soviétique jusqu'en 1991 et ukrainienne depuis).
Les communes avoisinantes sont : en Roumanie, Sarasău, Săpânța, Câmpulung la Tisa, Ocna Șugatag, Giulești, Vadu Izei, Rona de Jos et Bocicoiu Mare (județ du Maramureș) ; et en Ukraine, Bila Tserkva et Solotvyno (oblast de Transcarpatie).

## Démographie
La ville compte en 2002 44 185 habitants, dont
- 79,73 % de Roumains ;
- 15,80 % de Hongrois ;
- 1,08 % de Roms ;
- 2,97 % d'Ukrainiens et Ruthènes.

La communauté de communes de Sighetu Marmației comprend la ville de Sighetu Marmației elle-même (36 098 habitants en 2002) mais aussi les villages de Iapa (1 712 habitants), Lazu Baciului (510 habitants), Șugău (795 habitants), Valea Cufundoasă (622 habitants) et Valea Hotarului (1 483 habitants).
D'après le recensement effectué en 1910, la ville compte alors 21 370 habitants (dans la ville même) dont 17 542 (82,1 %) Magyars et Juifs hongrois, 2 001 (9,4 %) Roumains, 1 257 (5,9 %) Allemands, et 32 (2,5 %) Ruthènes. Ces statistiques ne prennent en compte ni la population juive, qui était substantielle à Sighet avant la Shoah, ni les Roms (les Roms sont évoqués dans le film Les Tsiganes montent au ciel d'Emil Loteanu). Selon le recensement de 1920, la ville compte 23 691 habitants, dont 11 026  Juifs, 6 552 Hongrois et 4 964 Roumains, 149 Allemands et 1 000 d'autres ethnies. Le recensement de 1930 compte 27 270 habitants, dont 10 526 Juifs, 9 658 Roumains, 5 424 Hongrois, 1 221 Ukrainiens et 441 d'autres ethnies.
La ville abrite avant la Seconde Guerre mondiale une importante communauté juive ashkénaze (10 526 personnes en 1930, soit 38,6 % de la population totale), dont est issu Elie Wiesel qui l'évoque dans de nombreuses œuvres. Selon certains comptes, Sighet possède en 1940 la plus grande proportion de Juifs de toutes les villes de Roumanie et de Hongrie (étant passée, cette année-là, de la première à la seconde par le deuxième arbitrage de Vienne).
Cette communauté est presque entièrement exterminée sous la dictature de Miklós Horthy et de Ferenc Szálasi, pendant la Seconde Guerre mondiale.

## Religions
En 2002, la tradition religieuse déclarée de la population (qui n'inclut pas forcément une pratique régulière) était la suivante :
- Orthodoxes, 69,1 %.
- Catholiques Romains, 13,2 %.
- Grecs-Catholiques, 6,8 %.
- Aucune tradition religieuse, 5 %.
- Réformés, 3,9 %.
- Baptistes, 1,1 %.
- Pentecôtistes, 0,9 %.

## Histoire

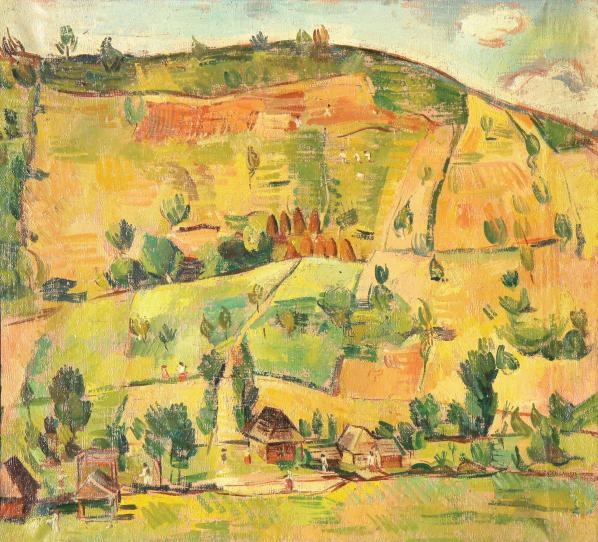
Flanc de coteau à Sighet par Tasso Marchini (1907-1936)

Encore inhabitée à l'époque de la culture de Hallstatt, la confluence de la Tisa et de l'Iza se situait sur la route qui, par la passe Sarmatique (aujourd'hui col de Iablonitsa) reliait la plaine de Pannonie à la grande steppe pontique, en franchissant les Alpes Bastarniques. Cette route était très empruntée par les Agathyrses, Roxolans et Sarmates, peuples cavaliers de langues indo-européennes (comme les Daces locaux), auxquels vinrent se mêler ultérieurement des Celtes : les Scordices. Il est probable que l'endroit ait pu abriter périodiquement des marchés, mais la première mention d'un établissement permanent ne date que du XIe siècle, et la ville en tant que telle n'est citée qu'en 1326.
En 1352, elle a le statut de ville franche et capitale du voïvodat du Maramureș, lui-même vassal du royaume de Hongrie. Au début du siècle suivant, le voïvodat perd son autonomie et devient un simple comté de la Hongrie (statut qu'il garde jusqu'en 1918). Sighet en est le chef-lieu mais perd ses franchises. En 1472, ses franchises sont rétablies par le roi Matthias Corvin.
En 1526, Sighet est incluse dans la principauté de Transylvanie (vassale de la Hongrie), agrandie du Partium (royaume de Hongrie orientale). De 1542 à 1645 la ville est rattachée à l'empire des Habsbourg, plus précisément à la Hongrie royale ; elle revient ensuite à la principauté de Transylvanie pour un demi-siècle, puis de nouveau aux Habsbourg en 1699. Durant six siècles, de 1224 à 1717, les rois de Hongrie puis les Habsbourg sont en guerre intermittente contre l'Empire ottoman souverain des Tatars de Crimée : ces derniers pillent Sighet à douze reprises, avec une périodicité d'environ 40 ans.
En 1733, le comté et la ville sont détachés de la principauté de Transylvanie qui retrouve ses limites d'avant 1526, et reviennent au royaume de Hongrie au sein de l'empire habsbourgeois, qui devient l'empire d'Autriche en 1804 et l'Empire austro-hongrois en 1867.

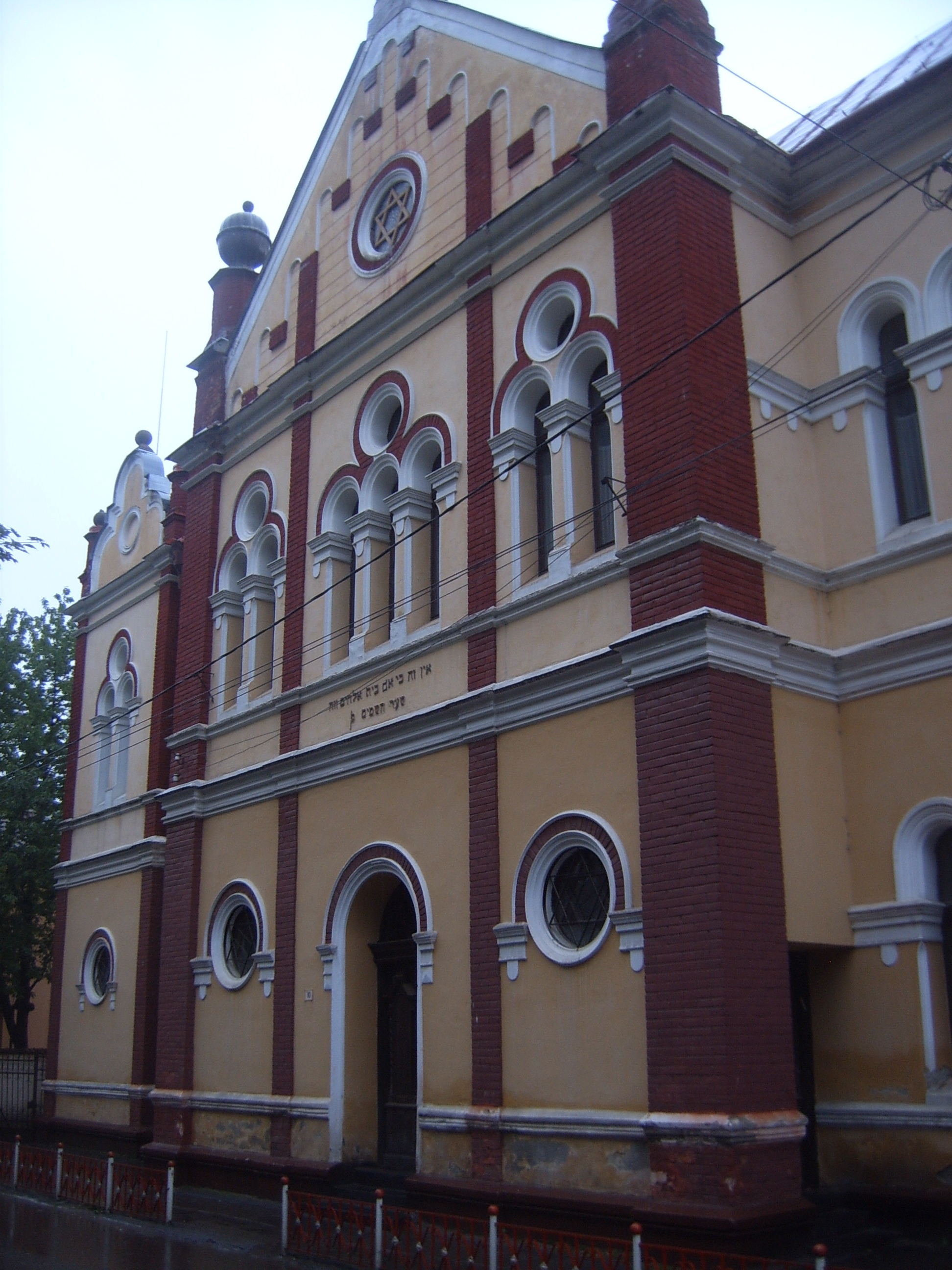
Synagogue de Sighet, dite Wijnitzer Klaus Synagogue, créée par le mouvement hassidique Wijnitz, construite en 1885 puis restaurée en 1936, 1950, 1970 et 1981.

Sighetu Marmației est aux XVIIIe et XIXe s. un centre culturel à la fois roumain, ukrainien et juif ashkénaze. La communauté juive y  trouve ses origines au XVIIe siècle et y a de vifs souvenirs liés à la famille Teitelbaum et au hassidisme, très actif ici. « En 1780, la première synagogue est construite grâce à l’autorisation de l’empereur Joseph II. La communauté se développe alors pour atteindre près de 40 % des habitants de la ville en 1910 et 1930. On y trouve avant la Seconde Guerre mondiale huit synagogues ainsi que de nombreuses institutions culturelles »,.
À l'issue de la Première Guerre mondiale, lors du partage du Maramureș en décembre 1918 entre la Ruthénie et la Roumanie, la plus grande partie de Sighet échut à cette dernière, devenant un passage frontalier ; par la suite, la Ruthénie intégra la Tchécoslovaquie en 1919 et le traité de Trianon officialisa ce partage en 1920.
La ville de Sighet est soumise aux dictatures carliste roumaine en 1938, fasciste hongroise en 1940 et communiste roumaine du 6 mars 1945 au 22 décembre 1989.

Alliée au Troisième Reich durant la Seconde Guerre mondiale, la Hongrie reprend la Marmatie aux Tchécoslovaques en 1939 (Accords de Munich) et aux Roumains en 1940 (diktat de Vienne). Une première déportation des Juifs de Sighet a lieu en 1942. La seconde après la Pâque de 1944, de sorte qu'en avril, le ghetto de la ville contient près de 13 000 Juifs de Sighet-même et des communes voisines de Dragomiresti, Ocna Șugatag et Vișeu de Sus. Entre le 16 et le 22 mai, le ghetto est « liquidé » en quatre transports, ses habitants envoyés au camp d'Auschwitz par les autorités hongroises, dont le futur prix Nobel Elie Wiesel. En 1947, il y a encore quelque 2 300 Juifs à Sighet, y compris les rares survivants locaux ; la plupart sont des réfugiés venus d'autres parties de la Roumanie. Il reste aujourd'hui[à quelle date ?] moins de cent Juifs à Sighetu Marmației.

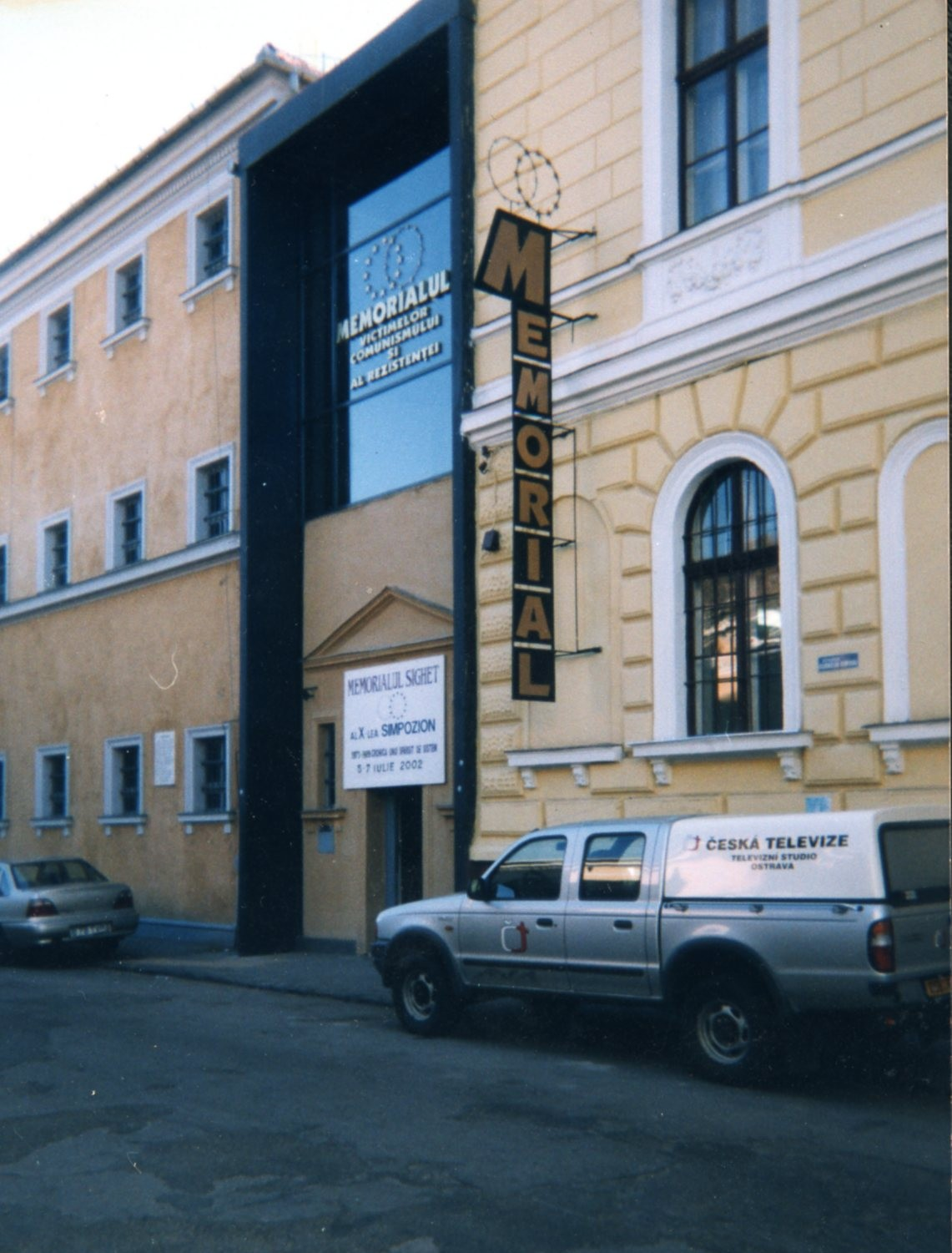
Le mémorial aux deux millions de victimes recensées du communisme, dans la même rue que celui des victimes de la Shoah, à Sighetu Marmației.

Les troupes roumaines et soviétiques libèrent Sighetu Marmației fin 1944 et le traité de Paris (1947) rend officiellement la ville à la Roumanie, tandis que la Ruthénie devient un oblast ukrainien en Union soviétique.
Dans les années 1946-1989, le régime communiste de Roumanie et sa police politique, la Securitate font de la vieille prison préfectorale austro-hongroise un mouroir pour détenus politiques et d'opinion, où périt une partie de l'élite intellectuelle et politique de la Roumanie parlementaire d'avant 1938, dont l'ancien premier ministre démocrate Iuliu Maniu et l'historien et homme politique Gheorghe I. Brătianu (tous deux décédés sous la torture en 1953).
Après la chute de la dictature, fin 1989, la prison  devient le mémorial de Sighet, un « Mémorial des Victimes du Communisme », reconnu en 1998 par le Conseil de l'Europe comme « Lieu de Mémoire de l'Europe », comme celui d'Auschwitz et celui de la Paix en Normandie. Ce mémorial jouxte le monument aux victimes de la Shoah et de nombreuses commémorations se font simultanément : selon Ana Blandiana, fondatrice du mémorial, « Sighet est une petite ville à côté de Berlin : nous, nous ne pouvons pas nous permettre de nous diviser, de fragmenter nos mémoires, et il serait atroce de banaliser celle des voisins pour mettre en exergue la nôtre, car, lorsque comme dans notre cas, la justice ne parvient pas à devenir mémoire, alors seule la mémoire peut devenir justice ».
La maison natale d'Elie Wiesel devient un musée.

## Politique et administration
| Période                                  | Période  | Identité      | Étiquette | Qualité |
| ---------------------------------------- | -------- | ------------- | --------- | ------- |
| Les données manquantes sont à compléter. |          |               |           |         |
| 2008                                     | 2012     | Eugenia Gojda | PSD       |         |
| 2012                                     | 2016     | Ovidiu Nemeș  | PNL       |         |
| 2016                                     | En cours | Horia Scubli  | PSD       |         |

| Parti | Parti                                                                            | Sièges |
| ----- | -------------------------------------------------------------------------------- | ------ |
|       | Parti social-démocrate-Union nationale pour le progrès de la Roumanie (PSD-UNPR) | 9      |
|       | Parti national libéral (PNL)                                                     | 7      |
|       | Union démocrate magyare de Roumanie (UDMR)                                       | 2      |
|       | Indépendant                                                                      | 1      |

## Transports

### Routes
Direction ouest : route nationale DN19 vers Satu Mare et Oradea.
Direction nord : poste-frontière ukrainien et ville de Solotvyno.
Direction est : route nationale DN18 vers le județ de Suceava et la Moldavie par le col de Prislop et route nationale DN17C vers le județ de Bistrița-Năsăud par le col de Șetref.
Direction sud : route nationale DN18 vers Baia Mare, chef-lieu du județ par le col du Gutâi, à travers la réserve naturelle de Creasta Cocoșului.

### Voies ferrées
Sighetu Marmației est reliée à Salva (județ de Bistrița-Năsăud) depuis le 4 décembre 1872, avec l'inauguration du tronçon Bustyaháza (Buștîno/Bustea) – Máramarossziget (Sighetu Marmației). Par la gare ferroviaire de Sighetu Marmației passe une voie longeant la frontière, également empruntée par les chemins de fer ukrainiens : c'est pourquoi on remarque trois rails entre Câmpulung la Tisa et Valea Vișeului, les chemins de fer ukrainiens ayant un écartement supérieur à celui des chemins de fer roumains. Le rail sud, partagé par les deux compagnies, doit être remplacé plus souvent que chacun des deux rails nord (le roumain situé à 1 435 mm et l'ukrainien à 1 520 mm du rail sud).

### Aéroport
L'aéroport le plus proche est celui de Baia Mare, à 60 km au sud-ouest.

## Natifs de Sighet

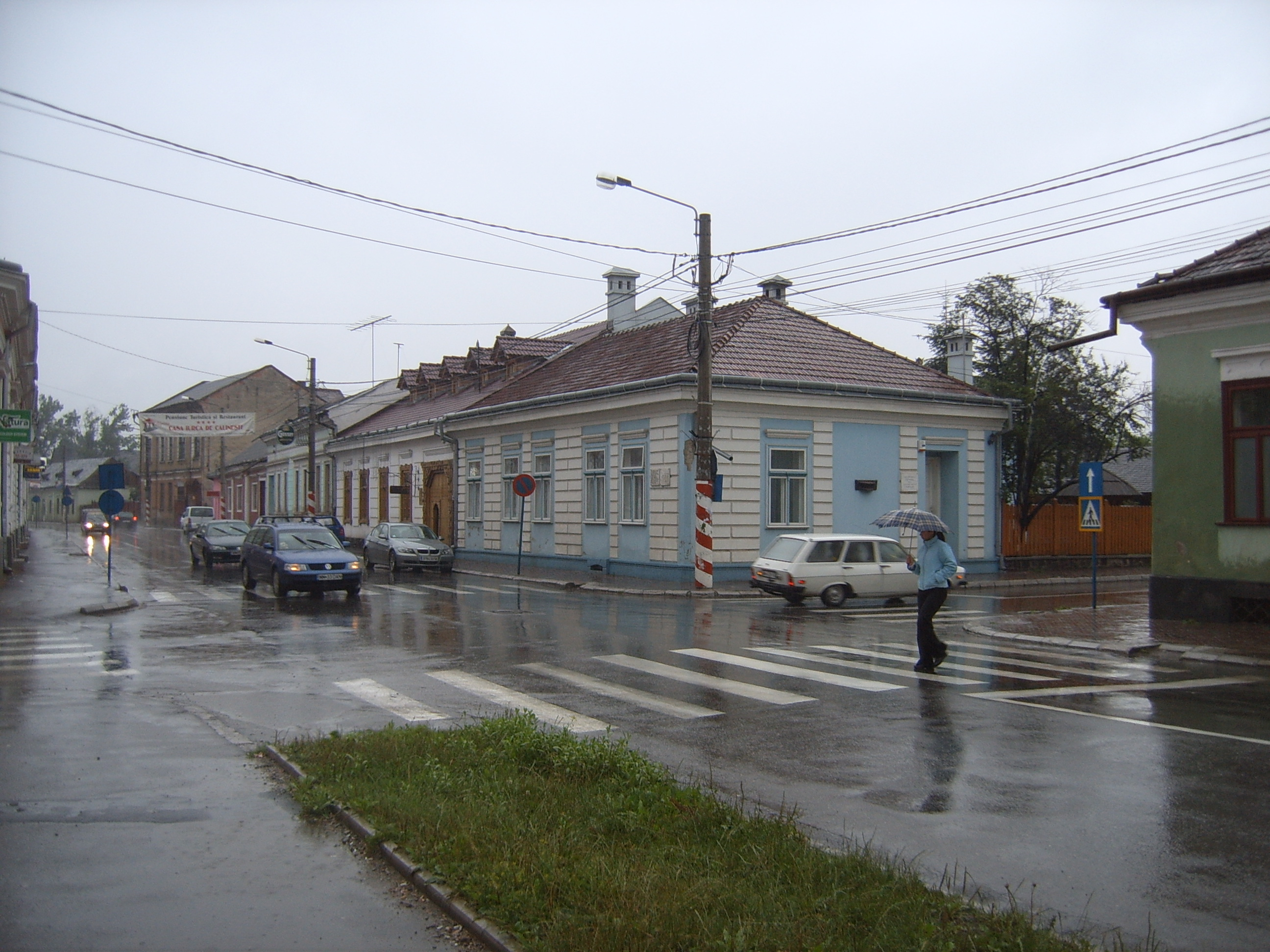
La maison natale d'Elie Wiesel à Sighet

- Simon Hollósy (1857-1918), peintre figuratif
- Joël Teitelbaum (1887-1979), rabbin hassidique
- Michel Klein (1921-2024), vétérinaire
- Elie Wiesel (1928-2016), philosophe et écrivain
- Alexandru Șainelic (1925-2006), peintre
- Alexandru Ivasiuc (1933–1977), écrivain.
- Miklos (Nicolas) Vajda (1905-1968) médecin radiologue Paris Hôpital Rothshild

## Villes jumelles
- Oława (Pologne) depuis 2000
- Kolomya (Ukraine) depuis 2002